# هارویک (پنسیلوانیا)
هارویک (به انگلیسی: Harwick) یک منطقهٔ مسکونی در ایالات متحده آمریکا است که در Springdale Township واقع شده‌است. هارویک ۱٫۱ کیلومتر مربع مساحت و ۸۹۹ نفر جمعیت دارد.